# Odlewnia dzwonów A. Zwoliński i S. Czerniewicz

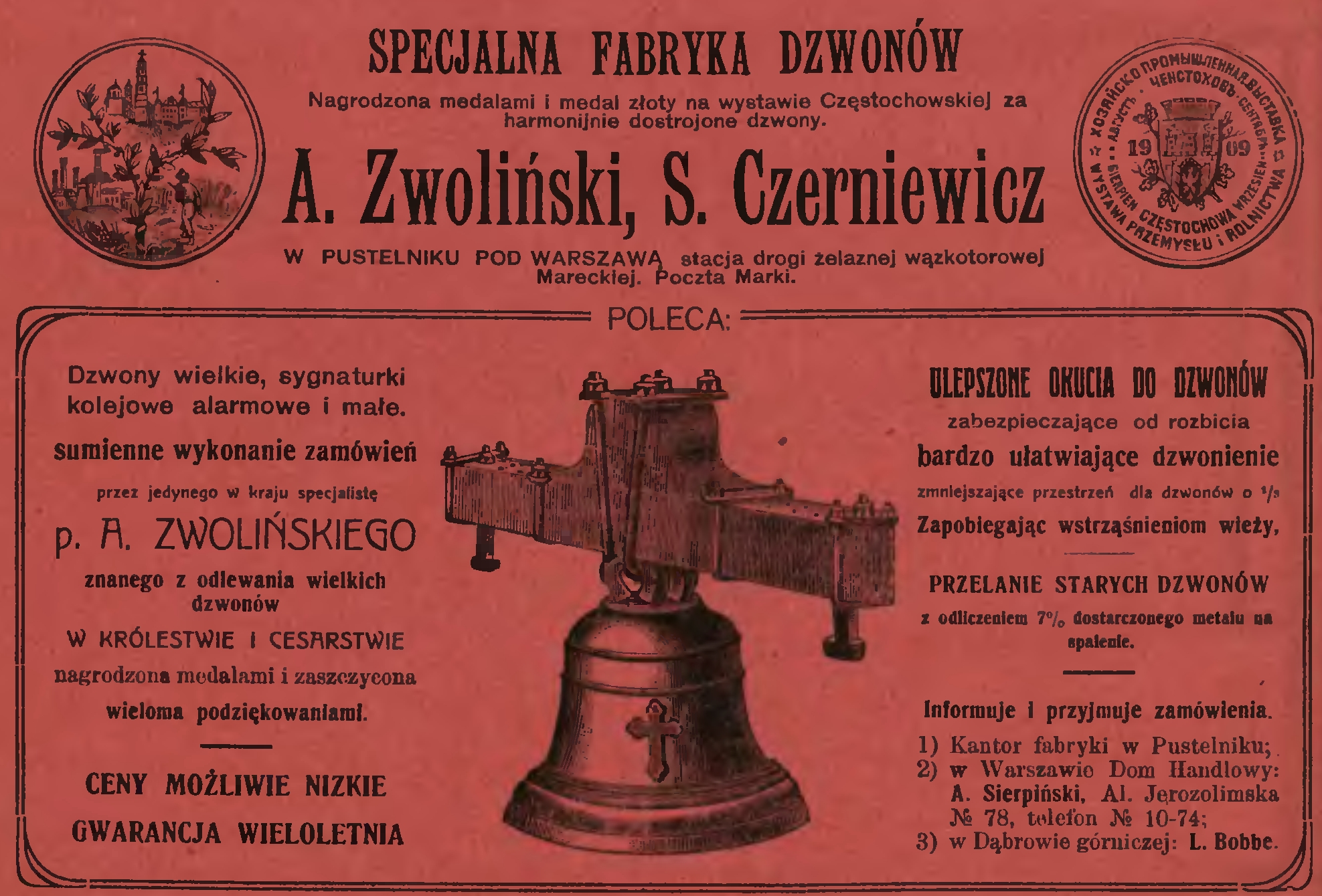
Reklama Odlewni A. Zwoliński & S. Czerniewicz

Specjalna Fabryka Dzwonów A. Zwoliński i S. Czerniewicz – spółka i zakład ludwisarski, powstała w 1908 r., mająca swoją siedzibę w Pustelniku pod Warszawą.

## Opis
Spółkę zawiązali Michał Antoni Zwoliński i Stanisław Czerniewicz, dokonując fuzji dwóch starszych ludwisarni, których byli właścicielami. 
Fabryka Zwolińskiego powstała w 1860 r., kontynuując tradycję zakładu Jana i Michała Petersilge, potomków słynnej toruńskiej dynastii ludwisarskiej, a jej siedziba znajdowała się przy Gęsiej 79.
Poprzedni zakład Czerniewicza znajdował się w Pustelniku.
Fabryka Zwolińskiego i Czerniewicza był największym tego typu zakładem w Królestwie Polskim. Zamówienia przyjmowano z całego terenu dawnych ziem polskich (Śląsk, Galicja, Kresy Wschodnie). Jednym z najważniejszych zleceń było wykonanie dzwonów dla sanktuarium Matki Boskiej Częstochowskiej na Jasnej Górze (w 1912 r.).  
Od ok. 1913 r. zakład prowadzony był pod firmą Specjalna Fabryka Dzwonów S. Czerniewicz
Zakład zbankrutował w okresie I wojny światowej w wyniku rekwizycji wojennych. Ostatnimi właścicielami byli Stanisław Czerniewicz i Matylda ze Zwolińskich Kenigowa (1875-1961), matka Mariana.
Zachował się budynek dawnej fabryki znajdujący się przy ul. Lipowej w Pustelniku – Markach.